# Henri Guisan

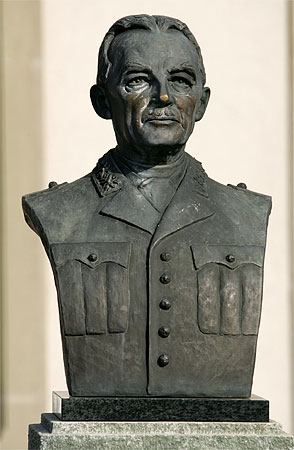
Szobra Avenches-ban (Vaud)

Henri Guisan (Mézières, Vaud kanton, 1874. október 21. – Pully, Vaud kanton, 1960. április 7.) a svájci hadsereg főparancsnoka volt a második világháború alatt. Negyedikként töltötte be Svájcban a csak háború idején használt hadseregtábornoki (franciául général de l'armée suisse, németül General der Schweizer Armee) rangot, és mind a mai napig az utolsó ebben a tisztségben. Legnevezetesebb tette, hogy felkészítette a svájci hadsereget az ellenállásra a náci Németországgal szemben 1940-ben.

## Életpályája
Vaud kantonban, a francia nyelvű Svájc protestáns részén született. Édesapja, Charles-Ernest Guisan orvos, édesanyja Louise-Jeanne Bérangier tíz hónappal fia születése után  elhunyt. Francia hugenották voltak a család ősei, akik 1685-ben hagyták el Franciaországot. Guisan Lausanne-ba járt középiskolába, 6 hónapra Németországba utazott, hogy javítsa nyelvi ismereteit, majd a tanulmányút után 1893-ban szerezte meg az érettségijét. A helyi egyetemen eleinte teológiát és orvostudományokat hallgatott, majd mezőgazdaságra váltott. A németországi Hohenheimben, majd Lyonban fejezte be a tanulmányait. Miután belépett a hadseregbe Bière-ben egy lovastüzér egységhez osztották be, 1894-ben hadnaggyá léptették elő. Az első világháborúban a német hadsereggel többször elemezte a háborús stratégiát a keleti fronton. A ranglétrán végighaladva 1921-ben ezredessé, 1932-ben altábornaggyá nevezték ki, ami a békeidőben a legmagasabb katonai fokozat Svájcban (németül: Korpskommandant, franciául: commandant de corps).
1897-ben vette feleségül Mary Doelkert, és Chesalles-sur-Oron-on található birtokán gazdálkodott. 1902-ben vette át apósa Lausanne melletti pully-i gazdaságát.  Az 1930-as években tevékenyen részt vett a Nemzetközi Olimpiai Bizottság munkájában.

## Szerepe amásodik világháborúban
1939. augusztus 28-án összehívták a svájci Szövetségi Tanácsot, hogy hadseregtábornokot (général-t) válasszanak. E ranggal csak háború idején ruházták fel a svájci hadsereg főparancsnokát. A 227 érvényes szavazatból 202-t, más források szerint 231-ből 204-et kapott meg, így megszerezte e tisztséget, amit a háború végéig be is töltött. (Egyes értékelések szerint a szavazatok nem Guisan mellett, hanem a németbarát Ulrich Wille ellen szóltak.)Feladatként kapta, hogy védelmezze az ország függetlenségét és óvja meg területi egységét. 1939-ben a svájci hadsereg 430 ezer főt számlált, amely az ország munkaerejének 20%-át jelentette, azonban felszereltségben és képzettségben nem vehette föl a versenyt a Német Birodalom haderejével.

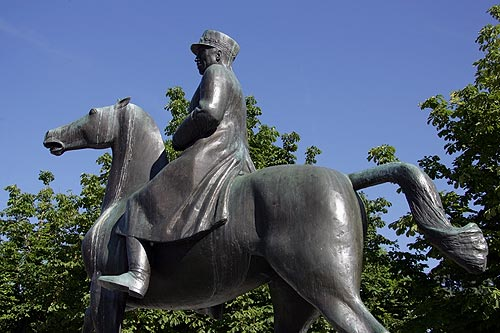
Lovasszobra Lausanne-ban

1940. július 25-én tartotta meg történelmi jelentőségű beszédét a vezérkar előtt a Rütlin, amely a svájci nemzeti hagyományok legfontosabb helyszíne, hiszen a legenda szerint 1291-ben itt kötött szövetséget egymással a három őskanton, Schwyz, Uri és Unterwalden (Rütlischwur). Guisan világossá tette, hogy Svájc a végsőkig ellenáll majd a náci megszállásnak.  Amennyiben kifogynának a lőszerből, úgy szuronnyal folytatnák a harcot. Kijelentette, hogy Svájc megvédi magát minden ellenséges haderővel szemben, és soha nem adja meg magát (mindemellett a decentralizált vezetés miatt még a szövetségi elnöknek sem lett volna joga kapitulálni). Egyúttal a svájci polgárokkal közölte, hogy bármiféle megadásra felszólító üzenetet tekintsenek az ellenség megtévesztő szándékának, és harcoljanak a végsőkig.
Szintén 1940 nyarán dolgozta ki a réduit-elvet, amelynek lényege, hogy ellenséges támadás esetén a svájci hadsereg visszahúzódna az Alpokba, és gerillaharcokba bocsátkozna. Az Aktion Nationaler Widerstand a lakosságot ellenállásra bátorította. Megerősítették a határok védelmét, továbbá megkezdték a hegyekben a védelemhez szükséges létesítmények kiépítését (bunkerek, lőállások, kórházak, hadvezetésre alkalmas helyek stb.). Világossá tették, hogy végső esetben még a fontos hegyi hidakat és alagutakat is megsemmisítenék, hogy megnehezítsék a megszállók előrenyomulását.
Bár Svájcot körbevették az ellenséges országok, (1938. március 12-én a német haderő bevonult Ausztriába (Anschluß), 1940. június 10-én hadba szállt Olaszország, 1940. június 25-én kapitulált Franciaország), végig sikerült megőriznie önállóságát. Ennek oka egyrészt a szovjet fronton a németek részéről tapasztalható nehézségek, a normandiai partraszállás és a szövetségesek olaszországi megjelenése volt, másrészt több befolyásos német vezetőnek is érdekében állt, hogy az itteni bankokban tárolt vagyonát biztonságban tudhassa. A náci Németország így végül nem kockáztatta meg, hogy lerohanja Svájcot. Guisan taktikája így sikeresnek bizonyult. Feladatának sikeres befejeztével Henri Guisan 1945. augusztus 20-án visszaadta megbízatását. 270 oldalas jelentését 1947-ben nyújtotta be a svájci Szövetségi Tanácsnak.

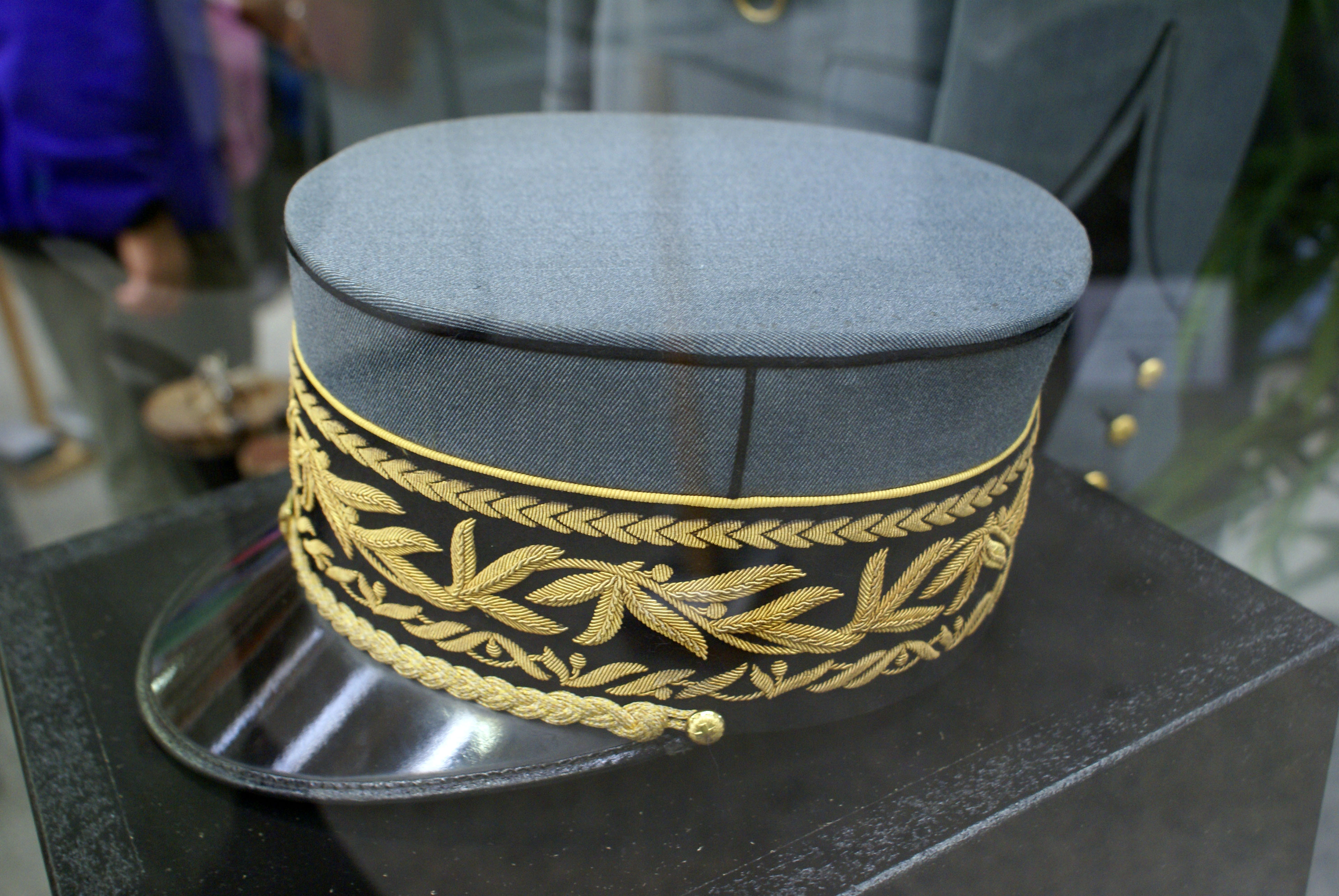
Tábornoki sapkája

1960. április 7-én halt meg Pully-ben, itt is helyezték végső nyugalomra. Emlékét rengeteg utca, tér, emléktábla, szobor őrzi Svájc-szerte, róla nevezték el az 1960 Guisan aszteroidát is.

## Ellentmondásosság
Guisan kapcsolatban állt a szélsőjobboldali Schweizerischer Vaterländischer Verband szövetséggel, amely jelentős befolyással bírt az állam vezetésére, és nagyban támogatta a náci Németországot.

## Fordítás
- Ez a szócikk részben vagy egészben az Henri Guisan című angol Wikipédia-szócikk fordításán alapul.  Az eredeti cikk szerkesztőit annak laptörténete sorolja fel. Ez a jelzés csupán a megfogalmazás eredetét és a szerzői jogokat jelzi, nem szolgál a cikkben szereplő információk forrásmegjelöléseként.
- Ez a szócikk részben vagy egészben az Henri Guisan című német Wikipédia-szócikk fordításán alapul.  Az eredeti cikk szerkesztőit annak laptörténete sorolja fel. Ez a jelzés csupán a megfogalmazás eredetét és a szerzői jogokat jelzi, nem szolgál a cikkben szereplő információk forrásmegjelöléseként.
- Ez a szócikk részben vagy egészben az Henri Guisan című francia Wikipédia-szócikk fordításán alapul.  Az eredeti cikk szerkesztőit annak laptörténete sorolja fel. Ez a jelzés csupán a megfogalmazás eredetét és a szerzői jogokat jelzi, nem szolgál a cikkben szereplő információk forrásmegjelöléseként.

## Külső hivatkozások
- Életrajza a Svájci Történelmi Lexikon német nyelvű kiadásában (Historisches Lexikon der Schweiz).
- TV-felvétel 1954-ből: Guisan tábornok nyilatkozik a francia nyelvű TSR televízióban (Télévision Suisse Romande).

## Lásd még
- Réduit national: A svájci „réduit” haditerv (a francia Wikipédia szócikke)